# Santa Monica Civic Auditorium
Das Santa Monica Civic Auditorium ist ein für verschiedene Zwecke genutztes Kongresszentrum in der 1855 Main Street von Santa Monica, Kalifornien. Es gehört dem Staat Kalifornien und wurde 1958 direkt am Meer gebaut. Architekt war Welton Becket.

## Architektur
Das Gebäude wurde aus Stahlbeton errichtet. Es verbindet Bauelemente eines Theaters und eines Konzertsaals sowie die eines Messegeländes und eines Kongresssaals. Parabolische Säulen halten die freitragende Überdachung. Eine Brise soleil sowie eine Vorhangfassade reduzieren die direkte Sonneneinstrahlung.
Für Messen stehen im Civic Auditorium etwa 1.093 m² zur Verfügung, dazu kommt noch die Bühne mit 417 m², also insgesamt 1.511 m² Messefläche. Im Ostflügel befindet sich ein Konferenzraum mit 390 m². Die Lobby hat 623 m².
Die Haupthalle wird nicht nur für Messen genutzt, sondern auch für Sportevents, Konzerte, Versammlungen oder Preisverleihungen. Für Konzerte bietet das Civic Center Platz für 3.000 Sitzplätze, als Bankett 720 Tische und als Sporthalle verfügt das Civic Auditorium über 2.500 Sitzplätze. Über eine hydraulische Vorrichtung kann der Zuschauersaal in wenigen Sekunden von einem Konzert- oder Vorführsaal in einen Theatersaal mit Rängen oder in einen Ausstellungssaal mit mehreren Ebenen verwandelt werden.

## Geschichte
Das Santa Monica Civic Auditorium eröffnete im Sommer 1958 und war zu dieser Zeit die zweitgrößte Veranstaltungshalle im Großraum Los Angeles. Das 2,9 Millionen US-Dollar teure Projekt gehört der Stadt Los Angeles.
Die Mehrzweckhalle wurde schnell als Konzertort bekannt. Unter anderem traten Eric Clapton, Frank Sinatra, Village People, Dave Brubeck, Laury Nyro, Ella Fitzgerald, Prince, The Eagles und Bob Dylan dort auf. Der Eagles-Auftritt ist in Teilen auf dem Album Eagles Live (1980) zu hören. 1964 wurde der Konzertfilm T.A.M.I. Show, eine Aufzeichnung der Show Teen Awards Music International, dort abgedreht, bei der unter anderem Mike Love und die Band The Rolling Stones auftraten und der vor allem berühmt wurde durch James Browns extravaganten Auftritt. Von 1961 bis 1967 wurden die Oscar-Verleihungen dort abgehalten.
Mitte der 1980er entwickelte sich der ehemalige Prestigebau immer mehr zu einer finanziellen Belastung für die Stadt. Man überlegte lange das Gebäude umzunutzen oder ganz zu ersetzen. In den 2000ern erwirtschaftete das Gebäude ein Minus von 2 Millionen US-Dollar, die von der Stadt getragen werden mussten. Eine Rundumerneuerung des Gebäudes würde 50 Millionen US-Dollar kosten, was einen Abriss des Gebäudes nahelegt. Doch davor schreckte man bisher zurück, weil es sich beim Santa Monica Civic Auditorium um ein Wahrzeichen der Stadt handelt. 2013 wurde das Gebäude auf unbestimmte Zeit geschlossen.